# Lonchopria alopex
Lonchopria alopex är en biart som beskrevs av Cockerell 1917. Lonchopria alopex ingår i släktet Lonchopria och familjen korttungebin. Inga underarter finns listade i Catalogue of Life.